# フェラーリ・365GTC/4
フェラーリ・365GTC/4は、イタリアの自動車メーカーフェラーリが1971年から1972年にかけて製造していた高級クーペである。

## 概要
- 1971年に365GT 2+2に代わる高級クーペとして誕生、デザインはピニンファリーナ・ボディはスカリェッティが担当。
- メカニズム面では60度V型12気筒4.4L 4カム 'コロンボ'F101 AC型エンジンを搭載、シャシは365GTB/4 デイトナと共用で、同一ホイールベースと同一の4輪ダブルウィッシュボーンサスペンションを持っていた。なおエンジンパワーは「デイトナ」より若干落とされており、これはギアボックスの搭載方法の違いによるものである。
- 北米輸出を考慮し、リアシートが設けられたが荷物しか入らない狭さだった。(北米仕様は180台生産)
- 計505台(シリアル#13143-17237)が生産され、登場翌年の1972年に早くも後継モデル365GT/4・2+2が誕生し生産を終了した。